# Dan Burincă
Dan Burincă (né le 17 juin 1972 à Sibiu) est un gymnaste roumain.